# 乌尔尼亚诺
乌尔尼亚诺（義大利語：Urgnano），是意大利贝加莫省的一个市镇。总面积13.97平方公里，人口9391人，人口密度672.2人/平方公里（2009年）。国家统计（ISTAT）代码为016222。